# Xã Looking Glass, Quận Clinton, Illinois
Xã Looking Glass (tiếng Anh: Looking Glass Township) là một xã thuộc quận Clinton, tiểu bang Illinois, Hoa Kỳ. Năm 2010, dân số của xã này là 6.354 người.